# Золотогорка (Винницкая область)
Золотогорка (укр. Золотогірка) — посёлок, входит в Мурованокуриловецкий район Винницкой области Украины.
Население по переписи 2001 года составляло 54 человека. Почтовый индекс — 23413. Телефонный код — 4356. Занимает площадь 0,725 км². Код КОАТУУ — 522885004.

## Местный совет
23413, Вінницька обл., Мурованокуриловецький р-н, с. Петримани, вул. 40-річчя Перемоги, 1